# XBlast
XBlast ist ein netzwerkfähiges Mehrspielerspiel für bis zu sechs Spieler, das ursprünglich von Marc Oliver Vogel für X11R5/R6 geschrieben und 1993 veröffentlicht wurde. Das Spielprinzip ist angelehnt an Bomberman. Ziel des Spiels ist es, innerhalb des Spielfeld-Labyrinthes die Gegner durch geschickt gelegte Bomben zu vernichten. Diese haben unterschiedliche Kraft und Reichweite und beenden nicht nur „Leben“ des Gegners, sondern sprengen auch Wege durch das Labyrinth frei. Am Ende jedes Levels ist nur noch ein Spieler übrig. In den folgenden Jahren wurde das Spiel immer wieder um Level, Funktionen und grafische Elemente (3D-Rendering der Spielfiguren etc.) erweitert und ist nun auch für Windows erhältlich.